# Bluebird K7
Chronologie des modèles (1955 - 1967)
Bluebird K4 Bluebird-Proteus CN7
Le Bluebird K7 est l'embarcation à turboréacteur qui permit au pilote britannique Donald Campbell de battre à sept reprises le record de vitesse aquatique au cours de la seconde moitié des années 1950 et la première moitié des années 1960. Le K7 fut le premier bateau à réaction  opérationnel, et au moment de son apparition dans les concours, en janvier 1955, passait pour un appareil révolutionnaire. Campbell, à bord de son K7, parvint à faire passer le record de vitesse aquatique de 287 km/h à près de 445 km/h. Il devait trouver la mort le 4 janvier 1967 à Coniston Water, à bord d'une version nettement modifiée du K7, en tentant de battre un huitième record du monde, avec une ambition affichée de dépasser les 485 km/h.
Le nom de Bluebird, choisi par Sir Malcolm Campbell, le père de  Donald Campbell provient de l'opéra l'Oiseau bleu du dramaturge franco-belge Maurice Maeterlinck. Une représentation de l'oiseau magique était peinte sur le carénage de tous les Bluebirds de la famille Campbell (records automobiles et motonautiques)

## Conception
Donald Campbell s'est lancé dans la poursuite aux records de vitesse après la mort de son père Malcolm Campbell, en 1949. Initialement, pour ses essais, il se servit du racer construit en 1939 par son père, propulsé par un moteur type Rolls-Royce 'R', à pistons le Bluebird K4. Ce bateau avait son moteur installé à l'arrière, un premier arbre de transmission entraînait une boîte de vitesses à renvoi d'angle installée dans le nez du bateau, d'où partait un second arbre retournant à l'arrière pour entraîner l'hélice. Ses échecs à répétition l'incitèrent à augmenter la puissance du K4, mais en 1951, la boîte de vitesses en V de la machine rompit ses pivots par cisaillement, enfonçant la coque.
Après la mort de son rival John Cobb au volant de son canot à réaction , le Crusader, qui avait dépassé les 322 km/h en septembre 1952, Campbell se consacra à la mise au point de son racer à réaction en métal, le Bluebird K7, afin de battre le record de motonautisme du Slo-Mo-Shun IV. Conçu par Ken et Lew Norris, ce K7 était un appareil à trois flotteurs en aluminium, raidi par une ossature d'acier. Il avait été assemblé à Samlesbury par les ateliers de Samlesbury Engineering, et équipé d'un turboréacteur à flux axial Metropolitan-Vickers Beryl, développant une poussée de 16 kN. À l'instar du Slo-Mo-Shun, et contrairement au Crusader de Cobb, il y avait deux flotteurs à la proue et un à la poupe, rangés en pince à glaçon, ce qui valut au début au Bluebird d'être baptisé le « homard bleu. » Par la rigidité de sa coque, le K7 était bien en avance sur son temps : ses inventeurs l'avaient conçus pour atteindre en théorie la vitesse de 400 km/h ; ce fut du reste le seul bateau à réaction opérationnel au monde jusqu'à la fin des années 1960.
Le nom de code "K7" est simplement le numéro d'enregistrement de l'appareil dans le Lloyd's Register : le Bluebird K7 était en effet le 7e appareil de la catégorie Unlimited (speed). Ce nom était imprimé sur l'appareil à l'intérieur d'un cercle blanc au-dessus de ses stabilisateurs, sous un symbole « infini »

## Les records duBluebird K7

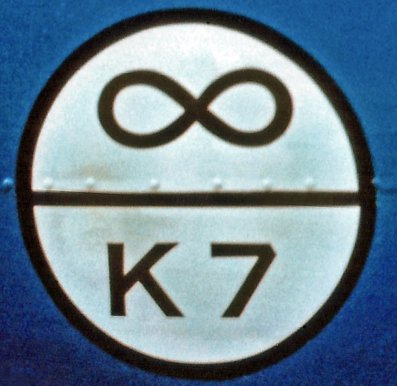
L'immatriculation K7 du Lloyds Register.

Campbell a établi sept records de vitesse sur l'eau à bord du K7 entre juillet 1955 et décembre 1964. Le premier de ces records fut établi à Ullswater le 23 juillet 1955, avec une vitesse de 324 km/h : ce fut le couronnement de plusieurs mois d'essais infructueux, suivis d'une révision complète des ancrages des stabilisateurs avant du Bluebird. Campbell a réalisé ensuite une suite ininterrompue de records de vitesse jusqu'à la fin de la décennie, passant à 348 km/h en 1955 sur le Lake Mead dans le Nevada. Puis il battit quatre fois le record sur le lac de Coniston Water : là, chaque année, Campbell et son Bluebird étaient l'attraction annuelle des afficionados jusqu'en 1960, grâce au soutien financier massif de la Sté Mobil puis de BP. Il n'y eut qu'un échec : en 1957 sur le lac Canandaigua dans l’État de New York durant l'été 1957, à cause d'une eau trop houleuse. Le Bluebird K7 était le symbole du progrès : entre deux courses, on l'exposait à travers le Royaume-Uni et le reste de l’Europe, les États-Unis, le Canada, puis même en Australie au cours de l'hiver 1963 - 64, où Campbell tenta en vain de battre le Record de vitesse terrestre.
Afin d'accélérer ce bolide et de lui conférer une meilleure stabilité directionnelle, à la fois selon l'axe de tangage et l'axe de dérive, on modifia minutieusement l'aérodynamisme du K7 au cours de la seconde moitié des années 1950 par remplacement du cockpit avec un  bouclier en Perspex et un meilleur carénage de la moitié inférieure de la coque. En 1958, on incorpora un petit aileron triangulaire pour y loger un parachute aérofrein, une dérive triangulaire fixée sous l’étambot pour améliorer la stabilité directionnelle, contenir l'arc-boutement vers le nez de l'appareil et accroître le polygone de sustentation ; on modifia le carénage des stabilisateurs (ce qui abaissa nettement le coefficient de traînée). Le réacteur original, un Metropolitan - Vickers "Beryl" de 16 kN de poussée (environ 1,6 tonne) fut remplacé au début des années 60 par un réacteur Bristol Orphéus développant 20 kN (2 tonnes) de poussée, récupéré sur un avion de chasse Hawker Folland Gnat. La dérive verticale de l'avion (incorporant un parachute d'arrêt d'urgence ) fut également installée sur le Bluebird K7 pour améliorer la stabilité directionnelle. Fort de ces améliorations, l'appareil atteignit les 362 km/h en 1956 dès le premier essai, 385 km/h en 1957, 400 km/h en 1958 et 418 km/h en 1959.
Campbell s'intéressa ensuite au record de vitesse terrestre, et voulut tenter d'atteindre 725 km/h, tout en tentant de battre un 7e record sur l'eau, devenant ainsi le premier champion à triompher dans les deux éléments la même année. C'est dans cet état d'esprit qu'il se rendit à Bonneville Salt Flats au mois d'août 1960, où il eut la chance inouïe de survivre à un crash à 580 km/h au volant du Bluebird CN7 à turbine, conçu en septembre par les frères Norris. Dès l'hiver 1961-62, un Bluebird CN7 était reconstitué et Campbell s'efforça durant deux ans de battre un nouveau record à travers les pistes de sable du désert australien, mais ce fut en vain. Finalement, c'est sur le lac Eyre que, le 17 juillet 1964, Campbell battit le record terrestre à plus de 648,7 km/h au volant de son Bluebird CN7,  et le 31 décembre 1964 il battait de nouveau son propre record du monde sur l'eau au lac Dumbleyung, en Australie-Occidentale, avec une vitesse de  444,7 km/h, et deux essais à 455,9 km/h et 433,4 km/h à seulement quelques heures d'intervalle.
Cet ultime succès a fait de Campbell et son K7 le champion le plus titré du motonautisme ; il reste à ce jour le seul homme à avoir battu à la fois le record de vitesse sur l'eau et sur piste la même année. Fort de ces prouesses, Campbell déclara au début de 1965 qu'il valait mieux remiser le K7 pour en faire une curiosité de musée ; sa carène était vieille de dix ans, son réacteur avait été conçu 14 ans plus tôt, et à plusieurs reprises son record de 400 km/h avait été dépassé de plus de 50 km/h.
En novembre 1966 Campbell tenta encore une fois d'améliorer le record mondial de vitesse sur l'eau . Les tentatives eurent lieu sur sa base de vitesse fétiche du lac de Coniston en Angleterre, mais furent entravées par une série de défaillances techniques et par une météo exécrable. Campbell, qui se rendait compte que son engin avait pratiquement atteint les limites de son développement voulut tenter de briser la barrière symbolique des 300 miles par heure (484 km/h) pour créer un coup médiatique.
Après des mises au point laborieuses (impliquant notamment la pose de gueuses pour corriger l'assiette et permettre au Bluebird de déjauger rapidement sur ses patins de contact avec l'eau) et alors que le mois de décembre 1966 se terminait, en pleine période de « trêve des confiseurs », et que les équipes de télévision s'apprêtaient à plier bagage  Campbell risqua son ultime tentative le 4 janvier 1967. La tentative de record impliquait deux passages en sens contraire à travers une section chronométrée du parcours. 
Le passage aller se déroula correctement (bien que Campbell ait indiqué par radio des difficultés à contrôler le Bluebird qui avait tendance à marsouiner à haute vitesse) avec une pointe instantanée à 328 miles par heure (530 km/h) . Pour le passage retour Campbell ne suivit pas sa procédure habituelle consistant à ravitailler en carburant en attendant que les vagues soulevées par son premier passage se soient calmées. Peut-être inquiet d'une possible détérioration de la météo, il vira de bord et accéléra de nouveau pour tenter le passage retour. À 230 m de la fin du parcours chronométré le réacteur s'éteignit brusquement et le Bluebird décolla littéralement (par effet de sol) pirouette et heurta la surface du lac et tuant  sur le coup son pilote (qui était resté en contact radio permanent avec son mécanicien Leo Villa et commenta sa propre mort quasiment en direct).
Quelques débris (dont l'ours en peluche fétiche de Campbell) furent retrouvés à la surface et les plongeurs de la marine britannique purent localiser quelques tronçons de l'épave mais pas le cadavre de Campbell.
34 ans après la tragédie, un plongeur passionné par l'histoire de Bluebird et de Campbell parvint à remonter l'épave et à en entreprendre une restauration à l'identique.
La dépouille mortelle de Campbell fut découverte et remontée à la surface en mai 2001 et ensevelie dans le cimetière de Coniston.